# Гадяцький Бір (заказник)
Га́дяцький бір — ботанічний заказник місцевого значення в Україні. Об'єкт природно-заповідного фонду Полтавської області. 
Розташований у Миргородському районі Полтавської області, у лісовому масиві на схід від міста Гадяч. 
Площа 403 га. Статус присвоєно згідно з рішенням Полтавського облвиконкому № 74 від 17.04.1992 року. Перебуває у віданні ДП «Гадяцький лісгосп» (Вельбівське лісництво, кв. 30-37, 40). Входить до складу Гадяцького регіонального ландшафтного парку. 
Статус присвоєно з метою охорони та збереження у природному стані частини лісового масиву заплавної діброви на боровій терасі річки Псел. Територія заказника простягається вздовж звивистого русла річки зі старицями. Лісова ділянка має ґрунтозахисне та водоохоронне значення. 
У заказнику зростають дуб звичайний, ясен звичайний, липа серцелиста, тополя біла, клен гостролистий. Підлісок заплавного лісу розріджений, у ньому зростають: ліщина, черемха та крушина. 
В трав'яному покриві трапляються типові для заплав види рослин: кропива жабрієлиста, конвалія звичайна, ожина сиза, хвилівник звичайний, хміль. Також зростають типові для широколистяних лісів (неморальні) види: яглиця звичайна, просянка розлога, костриця велетенська, копитняк європейський, дзвоники кропиволисті, вороняче око звичайне.